# 映画ちゃん
『映画ちゃん』（えいがちゃん）は、チャンネルNECOで2012年4月6日から2015年12月6日まで毎週放送されていた映画情報バラエティ番組。全133回。随時再放送。
スマートフォン向け放送局NOTTVでも2012年4月7日から2013年3月31日まで毎週放送された。第50回まで。

## 概要
チャンネルNECOオリジナル制作の映画情報バラエティ。2012年4月改編で放送終了した『おすピーのシネバラ!』（2011年4月 - 2012年3月）の後継番組になる。バラエティ豊かなMC陣が、最新映画やチャンネルNECOの放送作品を様々な企画を通して紹介していく。
第53,54回は特別番組として地上波で放送された（#特別番組参照）。第96回からリニューアルを敢行。放送時間が30分に拡大、さらにオリエンタルラジオ担当回は、2人の登場するオープニングアニメが出来て、SO.ON projectが降板。第119回にて、山田菜々のレギュラー出演決定を発表、第122回からアシスタントMCとして参加。
MCについて
番組開始時の発表では、「フォンチー・黒田有彩・ヒガリノ」、「マギー」、「河原雅彦」、「おすぎ」の4組が週替わりでMCを担当するという形式だったが、関根勤の加入を機に変更された。以後、第17回から第50回までは「フォンチー・黒田」と「関根」の2組が担当。第51回より現在は「関根」と新加入「オリエンタルラジオ・SO.ON project」の2組体制となっている。
おすぎは、『おすぎのシネバラ!』・『おすピーのシネバラ!』とNECO製作の映画情報番組に3作連続の出演となる。

## 出演者

### MC
- フォンチー、黒田有彩、ヒガリノ[3]  - 共演
- マギー (俳優)
- 河原雅彦
- おすぎ
- 関根勤
- オリエンタルラジオ
  - SO.ON project - アシスタントMC
  - 山田菜々 - 同上

ゲストMC（フォンチー・黒田有彩 編）
- 加藤梨里香（#30,31）
- 宮武佳央（#34,35）
- 木本夕貴（#44,45）

### その他レギュラー
関根勤 編
- 飯尾和樹（ずん）

河原雅彦 編
- 山田伊久磨 - 顔もキャラも濃い中年映画マニア。
- 加藤直美 - 年齢不詳のお色気OL。
- 鬼頭真也 - 入社2年目宣伝部のホープ。熱すぎて空回りぎみ。
- 政岡泰志 - 近所のそば屋「いせ屋」の出前持ち。

※河原が演じるのは宣伝部リーダーでむちゃぶりばかりする部長代理。全員役名は芸名と同じ。

## 番組内容
- フォンチー・黒田有彩・ヒガリノ 編（#1-50）

大女優を目指すアイドル3人が“女優に必要なこと”を学んでいく。最後に集大成として番組オリジナルショートムービー 『Trick or Treat』が制作された。第30回からヒガリノに代わって加藤梨里香、宮武佳央らが出演。出演者は全員ソニー・ミュージックアーティスツ所属。全21回。
- 河原雅彦 編（#2,5,9）

架空の“チャンネルNECO「映画ちゃん」宣伝部”を舞台に、今月のオススメ作品の宣伝会議が開かれる。全3回。
- おすぎ 編（#3,7,11）

公開されている映画や、これから公開される映画についておすぎが歯に衣着せぬ本音トークで斬っていく。全3回。
- マギー 編（#4,6,10,15）

毎回ゲストを迎えて作品の魅力について語る。全4回。
- 関根勤 編（#13- ）

2013年に生誕60年＋芸能生活40年、合わせて“関根勤100イヤー”を迎える関根が映画監督デビューすることに。番組では「関根勤 映画監督への道」と題して来年秋公開予定の映画が完成するまでの道のりを追いかける。
- オリエンタルラジオ 編（#53- ）

オリエンタルラジオと現役女子高生パフォーマンスユニット「SO.ON project」が映画に関わるさまざまなことにチャレンジする。2013年12月25日には、よしもと幕張イオンモール劇場で公開収録型ライブイベント「チャンネルNECO『映画ちゃん』present's “モテキ”なX'mas」を開催。この模様は、2014年2月に『モテキ』ドラマ&映画一挙放送記念の企画として3回にわたって放送された（1回目は30分拡大版）。

## ショートムービー 『Trick or Treat』
番組MCを務めるフォンチー、黒田有彩、ヒガリノ主演のオリジナルショートムービー。30分。略称は「ToT」。2013年2月24日、「ゆうばり国際ファンタスティック映画祭2013」にて公開収録と上映会を開催。MC3人とゲストで大畑創監督が登場した。本編は同チャンネルで放送されたほか動画配信サービス「スカパー!オンデマンド」にて期間限定で無料配信された。また、製作決定の瞬間から、配役を決める監督の面談、撮影現場、映画祭での上映まで、3人に完全密着したドキュメンタリーが『映画ちゃん』で第48回から3回にわたって放送された。
あらすじ
承子と結は日本の次期首相候補といわれる増川史郎を殺害する計画を企てる。そのため2人は史郎の娘である美菜に近づく。3人の出会い。それは崩壊への始まりだった。果たしてその結末は…。
キャスト
- 笠木承子：ヒガリノ - 母を失った孤独な少女
- 塩田結：黒田有彩 - 革命の日を待つ反体制活動家
- 増川美菜：フォンチー - 増川史郎の娘
- 増川史郎：飯田基祐 - 次期首相候補
- 村井：森岡龍 - 美菜の彼氏
- 増川：おぞねせいこ - 増川史郎の妻
- 佐藤：矢崎初音 - 美菜の友人

スタッフ
- 監督・脚本・編集：大畑創
- 企画：チャンネルNECO『映画ちゃん』
- EP：石橋健司
- CP：矢部浩也
- プロデューサー：黒田達哉、渡久地翔、後藤剛
- 撮影：四宮秀俊
- 音楽：長嶌寛幸
- 協力：青木勝紀、片桐絵梨子、高橋洋、奈賀毯子、中村太一朗、吉田浩太
- 制作：シャイカー
- 製作・著作：日活、チャンネルNECO

放送日程
- チャンネルNECO - 初回：2013年4月7日 12:00 - 13:00 / リピート：4月17日・24日・26日
- スカパー!オンデマンド - 配信期間：2013年3月5日〜4月30日

## 特別番組
『映画ちゃん「クロユリ団地」スペシャル』
映画『クロユリ団地』の公開を記念して作られた第53,54回は「映画ちゃん「クロユリ団地」スペシャル」と題して放送。第54回は放送時間を10分拡大して出演者たちのロングインタビューを放送した。その後、この2回を1つにまとめたものが地上波で放送された。同番組初の地上波放送となる。なお、番組名は各局で異なる。放送局は以下。
- テレビ山口 2013年5月12日（日）24:50 - 25:20 - 『映画ちゃん クロユリ団地SP』
- 青森テレビ 5月13日（月）25:03 - 25:33 - 『映画「クロユリ団地」ナビ』
- 長崎国際テレビ 5月13日（月）25:58 - 26:28 - 『クロユリ団地SP』
- 瀬戸内海放送 5月14日（火）25:55 - 26:25 - 『映画ちゃん「クロユリ団地」スペシャル』
- 鹿児島放送 5月19日（日）26:15 - 26:45 - 『映画メイキング』

## スタッフ
- EP：石橋健司、矢部浩也、鳥羽乾二郎
- CP：矢部浩哉、大西徹、赤荻武
- 編成：赤荻武、大西徹、林宏之、新保和也、河戸岳志
- 制作著作：日活、チャンネルNECO

フォンチー&黒田有彩&ヒガリノ 編
- ナレーター：手塚ヒロミチ、近藤佳奈子、たなか久美
- 構成：古馬俊明
- 技術協力：オフィスて・ら、jeen
- AD：田辺慶、北村純一
- ディレクター：鋤柄雄一、平山洋
- プロデューサー：黒田達哉、渡久地翔、島田隆司、川原伸一、植野亮
- 制作協力：オレンジモーション、studio view

河原雅彦 編
- ナレーター：野田奈々
- ディレクター：鈴木伸行、内藤隆嗣
- 演出補：渡邊貴文
- プロデューサー：黒田達哉、渡久地翔、平体雄二
- 制作協力：ハイレグタワー
- 制作プロダクション：スタジオブルー

おすぎ 編
- ナレーター：近藤佳奈子
- AD：田辺慶、北村純一
- ディレクター：鋤柄雄一
- プロデューサー：黒田達哉、渡久地翔、島田隆司
- 制作協力：オレンジモーション

マギー 編
- ナレーション：野田奈々
- ディレクター：鈴木伸行
- プロデューサー：黒田達哉、渡久地翔、平体雄二
- 協力：シス・カンパニー
- 制作プロダクション：スタジオブルー

関根勤 編
- ナレーター：梶原麻莉子
- 構成：舘川範雄、山咲藍
- AD：高木規宏
- ディレクター：鈴木伸行、岡太地、和田圭介、高木規宏、渡邊貴文
- プロデューサー：黒田達哉、渡久地翔、平体雄二、瀬島翔
- 特別協力：浅井企画
- 制作プロダクション：スタジオブルー
- エンディング曲
  - 忘れらんねえよ 「忘れらんねえよ」（#13-63）
  - 私立恵比寿中学「あたしきっと無限ルーパー」（#67- ）

オリエンタルラジオ 編
- ナレーター：たくませいこ
- 構成：浦井崇、古場俊明
- AD：大城麻世、宮城こずえ、今野里美、清水楓、澤田雅都、香山莉央、植月春花、加藤梨奈
- 制作進行：椎名貴一
- ディレクター：山崎博、近野正孝、荷見基成
- 演出：山崎博
- プロデューサー：黒田達哉、栃竜也、柳生昌也、萩原雄一、谷垣和歌子
- 協力：OSM高等専修学校
- 制作協力：吉本興業、スマイルオン、プロダクション リード
- エンディング曲
  - SO.ON project/MY SCHOOL 「HEY YOU!」（#70-86）
  - SO.ON project 「Don't stop lovin'」（#87-111）

## 放送時間
チャンネルNECO
- 2012年4月6日 - 2014年3月29日（#1-94）： 毎週金曜 24:50 - 25:00[5] / リピート放送：土曜 18:50 - 19:00 ほか
- 2014年4月6日 - 2015年12月6日（#95-133）： 第1・第3日曜 17:00 - 17:30 / リピート放送あり（随時）

NOTTV
※実本編10分＋チャンネル局宣5分。
- 2012年4月7日 - 2013年3月31日：nottv2 土曜 11:45 - 12:00 / リピート放送あり、nottv1でも放送

## 放送リスト
| 2012年 | 2012年     | 2012年                           | 2012年                                   |
| 回     | 初回放送日 | MC                               | ゲスト                                   |
| ------ | ---------- | -------------------------------- | ---------------------------------------- |
| 1      | 4月6日     | フォンチー・黒田有彩・ヒガリノ   | VTR：井上真央、永作博美                  |
| 2      | 4月13日    | 河原雅彦                         |                                          |
| 3      | 4月20日    | おすぎ                           |                                          |
| 4      | 4月27日    | マギー                           | 戸田恵梨香                               |
| 5      | 5月4日     | 河原雅彦                         |                                          |
| 6      | 5月11日    | マギー                           | 真魚八重子                               |
| 7      | 5月18日    | おすぎ                           |                                          |
| 8      | 5月25日    | フォンチー・黒田有彩・ヒガリノ   | 平山夢明                                 |
| 9      | 6月2日     | 河原雅彦                         |                                          |
| 10     | 6月8日     | マギー                           | 直井卓俊、杉原永純                       |
| 11     | 6月15日    | おすぎ                           |                                          |
| 12     | 6月22日    | フォンチー・黒田有彩・ヒガリノ   |                                          |
| 13     | 6月29日    | 関根勤                           |                                          |
| 14     | 7月6日     | 関根勤                           |                                          |
| 15     | 7月13日    | マギー                           | 生井澤葵（弁護士）                       |
| 16     | 7月20日    | おすぎ                           |                                          |
| 17     | 7月27日    | フォンチー・黒田有彩・ヒガリノ   | 高瀬将嗣                                 |
| 18     | 8月3日     | 関根勤                           | 梶原麻莉子                               |
| 19     | 8月10日    | 関根勤                           |                                          |
| 20     | 8月17日    | 関根勤                           |                                          |
| 21     | 8月24日    | 関根勤                           | マックス桐島                             |
| 22     | 8月30日    | 関根勤                           | マックス桐島                             |
| 23     | 9月7日     | フォンチー・黒田有彩             | 西川美和                                 |
| 24     | 9月14日    | 関根勤                           | イワイガワ                               |
| 25     | 9月21日    | 関根勤                           | イワイガワ、アマンダ                     |
| 26     | 9月28日    | フォンチー・黒田有彩・ヒガリノ   |                                          |
| 27     | 10月5日    | フォンチー・黒田有彩・ヒガリノ   |                                          |
| 28     | 10月12日   | 関根勤                           | 北野武                                   |
| 29     | 10月26日   | フォンチー・黒田有彩             | 阿部寛                                   |
| 30     | 10月5日    | フォンチー・黒田有彩・加藤梨里香 | 黒田朋樹、黒田昌樹                       |
| 31     | 11月9日    | フォンチー・黒田有彩・加藤梨里香 | 黒田朋樹、黒田昌樹                       |
| 32     | 11月16日   | 関根勤                           | 木村大作                                 |
| 33     | 11月23日   | 関根勤                           | 木村大作                                 |
| 34     | 11月30日   | フォンチー・黒田有彩・宮武佳央   |                                          |
| 35     | 12月7日    | フォンチー・黒田有彩・宮武佳央   | 髭男爵                                   |
| 36     | 12月13日   | フォンチー・黒田有彩             | 北原里英（AKB48／SKE48） 高月彩良 小池唯 |
| 37     | 12月21日   | フォンチー・黒田有彩             | 北原里英（AKB48／SKE48） 高月彩良 小池唯 |

| 2013年 | 2013年     | 2013年                                               | 2013年                                                  |
| 回     | 初回放送日 | MC                                                   | ゲスト                                                  |
| ------ | ---------- | ---------------------------------------------------- | ------------------------------------------------------- |
| 38     | 1月11日    | 関根勤                                               | 山内正 （日本洞穴探検協会理事長）                       |
| 39     | 1月18日    | 関根勤                                               | 山内正 （日本洞穴探検協会理事長）                       |
| 40     | 1月25日    | フォンチー・黒田有彩・ヒガリノ                       | 佳岡美歩（開運カウンセラー）                            |
| 41     | 2月1日     | フォンチー・黒田有彩・ヒガリノ                       |                                                         |
| 42     | 2月8日     | 関根勤                                               | 高良健吾、吉高由里子                                    |
| 43     | 2月15日    | 関根勤                                               | 高良健吾、吉高由里子                                    |
| 44     | 2月22日    | フォンチー・黒田有彩・木本夕貴                       | 出口正義（Gocoo）                                       |
| 45     | 3月1日     | フォンチー・黒田有彩・木本夕貴                       | 出口正義（Gocoo）                                       |
| 46     | 3月8日     | 関根勤                                               | 花香よしあき、梶原麻莉子 畠山智妃、本田隆一             |
| 47     | 3月15日    | 関根勤                                               | 花香よしあき、梶原麻莉子 畠山智妃、本田隆一             |
| 48     | 3月22日    | フォンチー・黒田有彩・ヒガリノ                       | 大畑創                                                  |
| 49     | 3月29日    | フォンチー・黒田有彩・ヒガリノ                       | 大畑創                                                  |
| 50     | 4月5日     | フォンチー・黒田有彩・ヒガリノ                       |                                                         |
| 51     | 4月12日    | 関根勤                                               | 花香よしあき、梶原麻莉子 畠山智妃、本田隆一             |
| 52     | 4月19日    | 関根勤                                               | 花香よしあき、梶原麻莉子 畠山智妃、本田隆一             |
| 53     | 4月26日    | オリエンタルラジオ SO.ON project（井上・早野・竹﨑） |                                                         |
| 54     | 5月10日    | オリエンタルラジオ SO.ON project（井上・早野・竹﨑） | 前田敦子、成宮寛貴、中田秀夫                            |
| 55     | 5月24日    | 関根勤                                               | 新谷尚之、金子二郎                                      |
| 56     | 5月31日    | 関根勤                                               | 新谷尚之、金子二郎                                      |
| 57     | 6月7日     | オリエンタルラジオ SO.ON project（坂田・伊藤）       | バッドボーイズ 久保田和靖（とろサーモン）               |
| 58     | 6月14日    | 関根勤                                               | 石毛栄典                                                |
| 59     | 6月21日    | 関根勤                                               | 石毛栄典                                                |
| 60     | 6月28日    | オリエンタルラジオ SO.ON project（阿田・伊藤・坂田） | 椿鬼奴                                                  |
| 61     | 7月5日     | オリエンタルラジオ SO.ON project（阿田・伊藤・坂田） | 椿鬼奴                                                  |
| 62     | 7月12日    | 関根勤                                               | 平体雄二、加藤文明                                      |
| 63     | 7月19日    | 関根勤                                               | 平体雄二、加藤文明                                      |
| 64     | 7月26日    | オリエンタルラジオ SO.ON project（前田・阿田）       | 松坂桃李、綾野剛 剛力彩芽 竹若元博                      |
| 65     | 8月2日     | オリエンタルラジオ SO.ON project（前田・阿田）       | 松坂桃李、綾野剛 剛力彩芽 竹若元博                      |
| 66     | 8月9日     | オリエンタルラジオ SO.ON project（前田・阿田）       | 松坂桃李、綾野剛 剛力彩芽 竹若元博                      |
| 67     | 8月16日    | 関根勤                                               | 私立恵比寿中学 （鈴木裕乃・松野莉奈）                   |
| 68     | 8月23日    | 関根勤                                               | 私立恵比寿中学 （鈴木裕乃・松野莉奈）                   |
| 69     | 8月30日    | 関根勤                                               | 私立恵比寿中学 （鈴木裕乃・松野莉奈）                   |
| 70     | 9月6日     | オリエンタルラジオ SO.ON project（加納・佃・山田）   | ペリー荻野                                              |
| 71     | 9月13日    | オリエンタルラジオ SO.ON project（加納・佃・山田）   | ペリー荻野                                              |
| 72     | 9月20日    | 関根勤                                               | 私立恵比寿中学                                          |
| 73     | 9月27日    | 関根勤                                               | 私立恵比寿中学                                          |
| 74     | 10月4日    | オリエンタルラジオ SO.ON project（山田・早野・阿田） | 松本人志                                                |
| 75     | 10月18日   | 関根勤                                               | 私立恵比寿中学                                          |
| 76     | 10月25日   | 関根勤                                               | 私立恵比寿中学                                          |
| 77     | 11月1日    | オリエンタルラジオ SO.ON project（早野・前田・藤井） | 鉄拳                                                    |
| 78     | 11月8日    | オリエンタルラジオ SO.ON project（早野・前田・藤井） | 鉄拳                                                    |
| 79     | 11月15日   | 関根勤                                               | 私立恵比寿中学                                          |
| 80     | 11月22日   | 関根勤                                               | 私立恵比寿中学                                          |
| 81     | 11月29日   | 関根勤                                               | 私立恵比寿中学、ラッキィ池田 岩井ジョニ男、花香よしあき |
| 82     | 12月6日    | オリエンタルラジオ SO.ON project（早野・稲田・藤井） | 鈴木亮平                                                |
| 83     | 12月13日   | オリエンタルラジオ SO.ON project（早野・稲田・藤井） | 鈴木亮平、なかやまきんに君                              |
| 84     | 12月27日   | 関根勤                                               | 私立恵比寿中学 ラッキィ池田、岩井ジョニ男               |

| 2014年 | 2014年     | 2014年                                         | 2014年 |
| 回     | 初回放送日 | MC                                             | ゲスト |
| ------ | ---------- | ---------------------------------------------- | --- |
| 85     | 1月24日    | オリエンタルラジオ SO.ON project（早野・川崎） | 中島知子、美奈子 |
| 86     | 1月31日    | オリエンタルラジオ SO.ON project（早野・川崎） | 中島知子、美奈子 |
| 87     | 2月7日     | オリエンタルラジオ SO.ON project（早野・伊藤） | ゲスト：城咲仁、吉木りさ 男性陣：村本大輔、久保田和靖、斉藤慎二、トレンディエンジェル 女性陣：小原春香、バネッサ、小日向えり、柴原麻衣、尾崎美紀 |
| 88     | 2月14日    | オリエンタルラジオ SO.ON project（早野・伊藤） | ゲスト：城咲仁、吉木りさ 男性陣：村本大輔、久保田和靖、斉藤慎二、トレンディエンジェル 女性陣：小原春香、バネッサ、小日向えり、柴原麻衣、尾崎美紀 |
| 89     | 2月21日    | オリエンタルラジオ SO.ON project（早野・伊藤） | ゲスト：城咲仁、吉木りさ 男性陣：村本大輔、久保田和靖、斉藤慎二、トレンディエンジェル 女性陣：小原春香、バネッサ、小日向えり、柴原麻衣、尾崎美紀 |
| 90     | 2月28日    | 関根勤                                         | 温水洋一、YOU、関根麻里、廣田あいか、 |
| 91     | 3月7日     | 関根勤                                         | 温水洋一、村松利史、YOU、関根麻里、廣田あいか |
| 92     | 3月14日    | 関根勤                                         | 温水洋一 村松利史 酒井敏也、岩井ジョニ男、車だん吉、ラッキィ池田                                                                                 |
| 93     | 3月21日    | オリエンタルラジオ SO.ON project（早野・阿田） | 品川ヒロシ |
| 94     | 3月28日    | オリエンタルラジオ SO.ON project（早野・阿田） | 品川ヒロシ |
| 95     | 4月6日     | 関根勤                                         | 温水洋一、村松利史、酒井敏也、岩井ジョニ男、キャイ〜ン 忍成修吾、葉加瀬マイ、戸田恵子、小堺一機、明石家さんま、タモリ                            |
| 96     | 4月20日    | オリエンタルラジオ SO.ON project（藤井・川端） | 水野透、大山英雄、大溝清人、阿部智則 |
| 97     | 5月4日     | 関根勤                                         | 千葉真一、真剣佑 |
| 98     | 5月18日    | オリエンタルラジオ SO.ON project（早野・伊藤） | 小西真奈美、板尾創路、鉄拳（VTR） 波岡一喜、高山トモヒロ、大島美幸、宮川大輔                                                                     |
| 99     | 6月1日     | オリエンタルラジオ SO.ON project（川崎・川端） | 二階堂ふみ |
| 100    | 6月15日    | 関根勤                                         | イワイガワ、有村昆、西村賢太、安斎勝洋 |
| 101    | 7月6日     | オリエンタルラジオ SO.ON project（栗尾・秋月） | 有村昆、ワッキー、福徳秀介 |
| 102    | 7月20日    | 関根勤                                         | イワイガワ、花香よしあき、中村愛 |
| 103    | 8月3日     | 関根勤                                         | イワイガワ、花香よしあき、中村愛 |
| 104    | 8月17日    | オリエンタルラジオ                             | SO.ON project（稲田・川崎・川端・栗尾・坂田・藤井・星加・前田・宮村） dela、ハブ、バイク川崎バイク                                               |
| 105    | 9月7日     | 関根勤                                         | 梶原麻莉子、いとうせいこう |
| 106    | 9月21日    | オリエンタルラジオ SO.ON project（早野・川崎） | 中川礼二、村井美樹、木村裕子 |
| 107    | 10月5日    | 関根勤                                         | イワイガワ、どぶろっく、山寺宏一 |
| 108    | 10月19日   | 関根勤                                         | 温水洋一、村松利史、酒井敏也、アマンダ 有村昆、イワイガワ、梶原麻莉子                                                                            |
| 109    | 11月2日    | オリエンタルラジオ SO.ON project（川崎）       | 土田晃之、川谷修士、丸山昇一 |
| 110    | 11月16日   | 関根勤                                         | 温水洋一、村松利史、有村昆 イワイガワ、梶原麻莉子、真剣佑                                                                                        |
| 111    | 12月7日    | オリエンタルラジオ SO.ON project（川崎）       | 鈴木福、はんにゃ、フルーツポンチ、役所広司 NMB48（山本・山田・小笠原・小谷・藪下）                                                               |
| 112    | 12月21日   | 関根勤                                         | |

| 2015年 | 2015年     | 2015年             | 2015年                                                                                        |
| 回     | 初回放送日 | MC                 | ゲスト                                                                                        |
| ------ | ---------- | ------------------ | --------------------------------------------------------------------------------------------- |
| 113    | 1月18日    | 関根勤             |                                                                                               |
| 114    | 2月1日     | オリエンタルラジオ | 立花胡桃、入江慎也、吉村崇、北見寛明                                                          |
| 115    | 2月15日    | オリエンタルラジオ | 立花胡桃、入江慎也、吉村崇、北見寛明                                                          |
| 116    | 3月1日     | オリエンタルラジオ | 田中秀幸、荒井かな                                                                            |
| 117    | 3月15日    | 関根勤             | 温水洋一、村松利史、岩井ジョニ男、スパローズ                                                  |
| 118    | 4月5日     | 関根勤             | イワイガワ、村松利史、酒井敏也、忍成修吾 弓削智久、葉加瀬マイ、石原愛美                       |
| 119    | 4月19日    | オリエンタルラジオ | FROGMAN                                                                                       |
| 120    | 5月3日     | オリエンタルラジオ | 山田菜々、スパイク、とくこ                                                                    |
| 121    | 5月17日    | 関根勤             | 小堺一機、温水洋一、村松利史、イワイガワ、石原愛美                                            |
| 122    | 6月7日     | オリラジ・山田菜々 | 哀川翔、品川祐、渡辺直美、山本裕典 寺島進、武田梨奈、ミンス（BEE SHUFFLE）                    |
| 123    | 6月21日    | 関根勤             | 温水洋一、村松利史、おっPサンバ                                                               |
| 124    | 7月5日     | オリラジ・山田菜々 | バンビーノ、8.6秒バズーカー                                                                   |
| 125    | 7月19日    | 関根勤             | イワイガワ、温水洋一、村松利史 酒井敏也、廣田あいか、キャイ〜ン                               |
| 126    | 8月2日     | 関根勤             | イワイガワ、温水洋一、村松利史、酒井敏也、キャイ〜ン 関根麻里、剛州、小堺一機、やす、アマンダ |
| 127    | 8月16日    | オリラジ・山田菜々 |                                                                                               |
| 128    | 9月6日     | 関根勤             | イワイガワ、キャイ〜ン、やす、エネルギー ラッキィ池田、アマンダ、曽田茉莉江                   |
| 129    | 9月20日    | オリエンタルラジオ | エグスプロージョン、MEGWIN                                                                    |
| 130    | 10月4日    | 関根勤             |                                                                                               |
| 131    | 10月18日   | オリラジ・山田菜々 | ハブサービス、インポッシブル、三須友博                                                        |
| 132    | 11月15日   | オリラジ・山田菜々 | 島崎遥香、ソンモ (超新星)、桃井かおり、内田裕也                                               |
| 133    | 12月6日    | オリラジ・山田菜々 | NU'EST（レン、ミンヒョン）、青柳文子                                                          |

※放送局はNECO。また、放送時間が深夜のため正確な放送日は表記の翌日となる（#9,22,34,95,96は除く）。

## 関連番組
- おすピーのシネバラ! - 前番組
- おすぎのシネバラ!
- 千原ジュニアの映画製作委員会 - NECOの映画番組